# Belgisk chokolade
Belgisk chokolade (fransk: chocolat belge, nederlandsk: Belgische chocolade) er chokolade, der er produceret i Belgien. Det har været en stor industri i landet siden 1800-tallet, og det er i dag en vigtig del af landets økonomi og kultur.
Råmaterialerne der bruges i chokoladeproduktionen, stammer ikke fra Belgien; det meste kakao bliver produceret i Afrika, Centralamerika og Sydamerika. Landet er dog blevet associeret med chokolade siden begyndelsen af 1600-tallet. Industrien blev udvidet voldsomt i 1800-tallet og fik et internationalt ry, og sammen med schweizerne blev Belgien en af de vigtigste producenter i Europa.
Selvom industrien har været reguleret ved lov siden 1894, er der ikke en universel standard for chokolade, der er mærket "belgisk". Den mest anerkendte standard dikterer, at den egentlige produktion af chokolade er foregået i Belgien.
Der er over 2.000 chokoladeproducenter i Belgien, hvilket både tæller små private og store internationale firmaer. Der bliver produceret omkring 172.000 tons chokolade i Belgien, og det eksporteres over hele verden.